# Miguel Almazán
Miguel Ángel Almazán Quiróz (ur. 6 maja 1982 w mieście Meksyk) – meksykański piłkarz występujący na pozycji środkowego obrońcy, obecnie zawodnik Celayi.

## Kariera klubowa
Almazán jest wychowankiem klubu Deportivo Toluca, do którego seniorskiej drużyny został włączony jako dziewiętnastolatek przez szkoleniowca Ricardo La Volpe. W meksykańskiej Primera División zadebiutował 20 kwietnia 2002 w zremisowanym 2:2 spotkaniu z Cruz Azul, zaś już pół roku później, w jesiennym sezonie Apertura 2002, zdobył ze swoją drużyną mistrzostwo Meksyku. Był jednak wyłącznie rezerwowym obrońcą drużyny i na ligowych boiskach pojawiał się zaledwie trzykrotnie. W 2003 wywalczył z Tolucą superpuchar Meksyku – Campeón de Campeones oraz triumfował w najbardziej prestiżowych rozgrywkach Ameryki Północnej – Pucharze Mistrzów CONCACAF. W sezonie Apertura 2005, wciąż jako głęboki rezerwowy, zanotował kolejny tytuł mistrza Meksyku, zaś premierowego gola w najwyższej klasie rozgrywkowej strzelił 1 października 2003 w przegranej 2:3 konfrontacji z Veracruz. W sezonie Apertura 2006 osiągnął z Tolucą wicemistrzostwo kraju, a w tym samym roku po raz drugi zdobył superpuchar Meksyku oraz dotarł do finału północnoamerykańskiego Pucharu Mistrzów.
Podczas rozgrywek Apertura 2008 Almazán wraz z Tolucą po raz trzeci wywalczył mistrzostwo Meksyku, jako rezerwowy stoper w taktyce trenera José Manuela de la Torre. Czwarty tytuł mistrzowski zanotował natomiast podczas wiosennych rozgrywek Bicentenario 2010, lecz nie zanotował wówczas żadnego występu i bezpośrednio po tym sukcesie udał się na wypożyczenie do drugoligowego Club Tijuana. Tam już w pierwszym sezonie Apertura 2010 jako kluczowy gracz linii obrony triumfował w rozgrywkach Liga de Ascenso, zaś pół roku później, w wiosennym sezonie Clausura 2011, dotarł do finału drugiej ligi. Na koniec rozgrywek 2010/2011 zanotował z Tijuaną historyczny awans do pierwszej ligi, gdzie jeszcze przez rok pełnił rolę podstawowego zawodnika, po czym został relegowany do roli rezerwowego. W sezonie Apertura 2012 wywalczył z ekipą Antonio Mohameda swoje piąte i ostatnie mistrzostwo Meksyku (ani razu nie zagrał jednak wówczas w lidze). Ogółem barwy Tijuany reprezentował przez trzy lata (dwukrotnie jego wypożyczenie z Toluki było przedłużane).
Po powrocie do Toluki, pozycja Almazána w drużynie nie uległa zmianie – wciąż mógł liczyć wyłącznie na sporadyczne występy i regularną grę wyłącznie w rozgrywkach krajowego pucharu. W 2014 drugi raz w karierze doszedł ze swoim zespołem do finału Ligi Mistrzów CONCACAF, a rok później został wystawiony przez klub na listę transferową. Łącznie spędził w Toluce dziesięć i pół roku, jednak nigdy nie potrafił sobie wywalczyć miejsca w wyjściowym składzie i przez lata pozostawał rezerwowym stoperem, głównie dla Paulo da Silvy i Edgara Dueñasa. W lipcu 2015 został wypożyczony do nowo powstałego, drugoligowego klubu Cafetaleros de Tapachula, jednak wskutek problemów proceduralnych jego transfer nie doszedł do skutku. W styczniu 2016, po pół roku bezrobocia, podpisał umowę z drugoligowym Celaya FC.
| Sezon     | Klub             | Kraj   | Rozgrywki  | Mecze | Bramki |
| --------- | ---------------- | ------ | ---------- | ----- | ------ |
| 2001/2002 | Deportivo Toluca | Meksyk | Liga MX    | 4     | 0      |
| 2002/2003 | Deportivo Toluca | Meksyk | Liga MX    | 7     | 0      |
| 2003/2004 | Deportivo Toluca | Meksyk | Liga MX    | 9     | 0      |
| 2004/2005 | Deportivo Toluca | Meksyk | Liga MX    | 2     | 0      |
| 2005/2006 | Deportivo Toluca | Meksyk | Liga MX    | 18    | 0      |
| 2006/2007 | Deportivo Toluca | Meksyk | Liga MX    | 23    | 1      |
| 2007/2008 | Deportivo Toluca | Meksyk | Liga MX    | 9     | 0      |
| 2008/2009 | Deportivo Toluca | Meksyk | Liga MX    | 23    | 1      |
| 2009/2010 | Deportivo Toluca | Meksyk | Liga MX    | 11    | 0      |
| 2010/2011 | Club Tijuana     | Meksyk | Ascenso MX | 33    | 0      |
| 2011/2012 | Club Tijuana     | Meksyk | Liga MX    | 24    | 0      |
| 2012/2013 | Club Tijuana     | Meksyk | Liga MX    | 1     | 0      |
| 2013/2014 | Deportivo Toluca | Meksyk | Liga MX    | 6     | 0      |
| 2014/2015 | Deportivo Toluca | Meksyk | Liga MX    | 0     | 0      |
| 2015/2016 | Celaya FC        | Meksyk | Ascenso MX |       |        |